# Bouscarle caqueteuse
Bradypterus baboecala
Espèce
Statut de conservation UICN

 LC  : Préoccupation mineure
La Bouscarle caqueteuse (Bradypterus baboecala) est une espèce d'oiseaux de la famille des Locustellidae.

## Répartition
On la trouve en Afrique du Sud, Angola, Botswana, Burundi, Cameroun, République du Congo, République démocratique du Congo, Éthiopie, Kenya, Malawi, Mozambique, Namibie, Nigeria, Ouganda, Rwanda, Soudan, Eswatini, Tanzanie, Tchad, Togo, Zambie et Zimbabwe.

## Habitat
Son habitat naturel est les marais.

## Liste des sous-espèces
Selon NCBI (13 mai 2011) :
- sous-espèce Bradypterus baboecala centralis
- sous-espèce Bradypterus baboecala elgonensis
- Bradypterus baboecala tongensis/transvaalensis